# Victoriaförsamlingen i Berlin

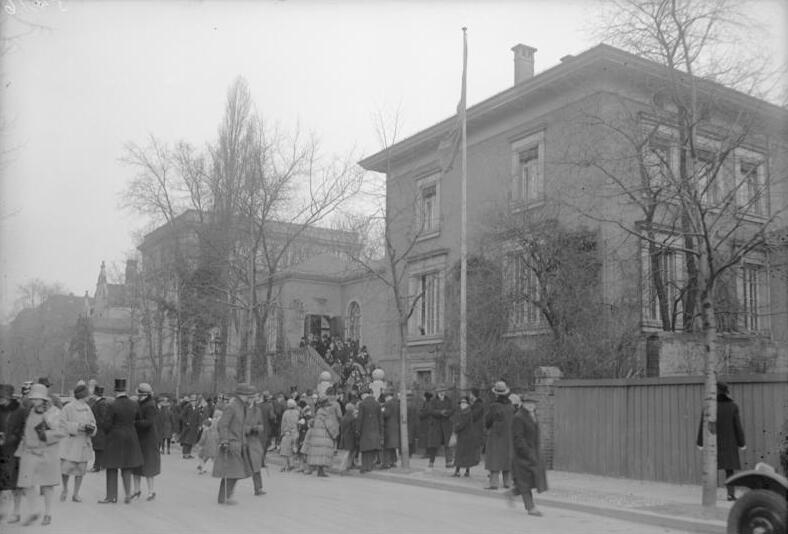
Svenska kyrkan i Berlin 1928

Victoriaförsamlingen i Berlin, Schwedische Victoriagemeinde, är en församling inom Svenska kyrkan. Victoriaförsamlingen är även huvudman för Svenska skolan i Berlin. Sedan november 2019 är Pamela Garpefors församlingens kyrkoherde.

## Historia
Victoriaförsamlingen i Berlin grundades i juni 1903 i Klosterkirche och fick sitt namn efter dåvarande kronprinsessan Victoria. Församlingens förste präst var pastor Gunnar Helander 1903–1913. År 1920 införskaffades mark vid Landhausstrasse 26–28 i stadsdelen Wilmersdorf, där kyrka och andra lokaler byggdes 1920–22 efter ritningar av Alfred Grenander. I trädgården finns en minnessten över invigningen 1922. På Südwestkirchhof Stahnsdorf återfinns sedan 1923 även Schwedenblock, en del av kyrkogården som tillhör Victoriaförsamlingen.
Senare verkade i församlingen pastorerna Birger Forell 1929–1942, Erik Perwe 1942–1944 och Erik Myrgren 1944–1945, vilka hjälpte förföljda undan nazisterna under andra världskriget. 
På husväggen vid ingången till gården finns minnesplaketter över Birger Forell och Erik Perwe. På väggen vid ingången till kyrkan finns en minnesplakett från 2003 över de tyska polismännen Mattick och Hoffman från den lokala polisstationen i stadsdelen Wilmersdorf.
Av den ursprungliga byggnaden återstod efter andra världskriget enbart tornet och en av Peter Celsing ritad nybyggnad uppfördes 1952–1955.
Operasångaren och hjälparbetaren Carl Gustaf Svingel var mellan 1958 och 1984 föreståndare för Lutherhjälpens Haus Victoria, ett ålderdomshem i Grunewald för DDR-pensionärer med tillstånd att besöka Västberlin under kortare perioder. Hemmet drevs genom Svenska kyrkans biståndsverksamhet. Svingel medverkade också till inofficiella diplomatiska kontakter mellan Öst- och Västtyskland under delningen och var värd för flera möten där den så kallade Ostpolitik utformades, under medverkan av bland andra Egon Bahr, Helmut Schmidt och Willy Brandt. Svingel förmedlade även kontakter kring friköp av politiska fångar från DDR.
Ytterligare en byggnad blev klar år 2001 med bland annat skollokaler, församlingsrum, idrottshall och gästrum. Kung Carl XVI Gustaf och drottning Silvia har besökt Victoriaförsamlingen och 2011 besökte kronprinsessan Victoria och prins Daniel församlingen.

## Skolverksamhet
Victoriaförsamlingen är huvudman för Svenska skolan i Berlin, som startades av församlingen 1906. Skolan ligger i församlingens lokaler vid Landhausstrasse och har ungefär 45 elever i klasserna 1-6.

## Series pastorum
| Ämbetstid | Namn                          |
| --------- | ----------------------------- |
| 1903-1913 | Gunnar Helander               |
| 1913-1929 | Fredrik Sebardt               |
| 1929-1942 | Birger Forell                 |
| 1942-1944 | Erik Perwe                    |
| 1944-1945 | Erik Myrgren                  |
| 1947-1948 | Bengt Söderberg               |
| 1948-1950 | Einar Sparrstedt              |
| 1950-1986 | Heribert Jansson              |
| 1987-1988 | George G:son Perry            |
| 1989-1998 | Christer Alvarsson            |
| 1998-2005 | Peter Wänehag                 |
| 2006-2011 | Thomas Petersson              |
| 2012-2016 | Lena Brolin                   |
| 2016-2018 | Maria Scharffenberg           |
| 2019-2019 | Mona Svensson (tf kyrkoherde) |
| 2019-     | Pamela Garpefors              |

## Fotogalleri

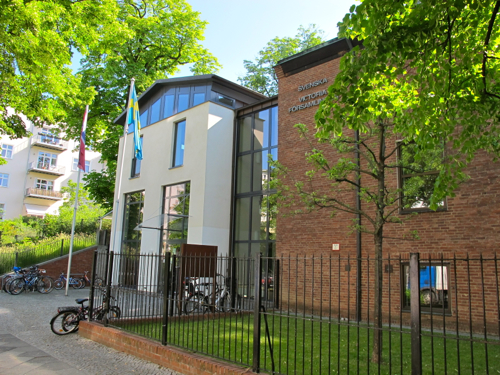
Huvudentrén från Landhausstrasse
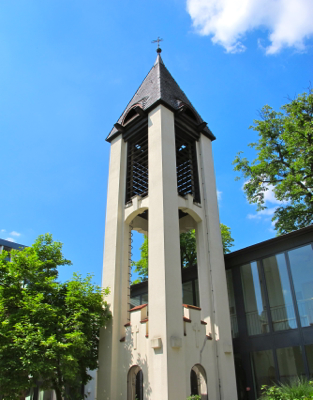
Klocktornet av Alfred Grenander
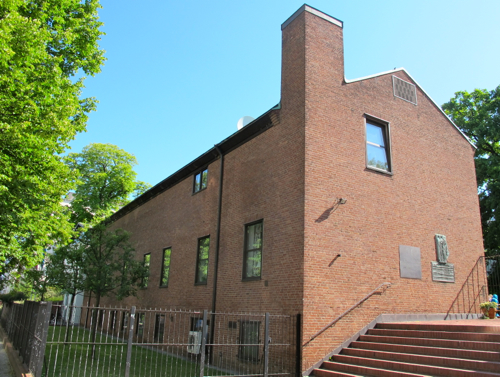
Byggnad av Peter Celsing med minnesplaketter över Erik Perwe och Birger Forell
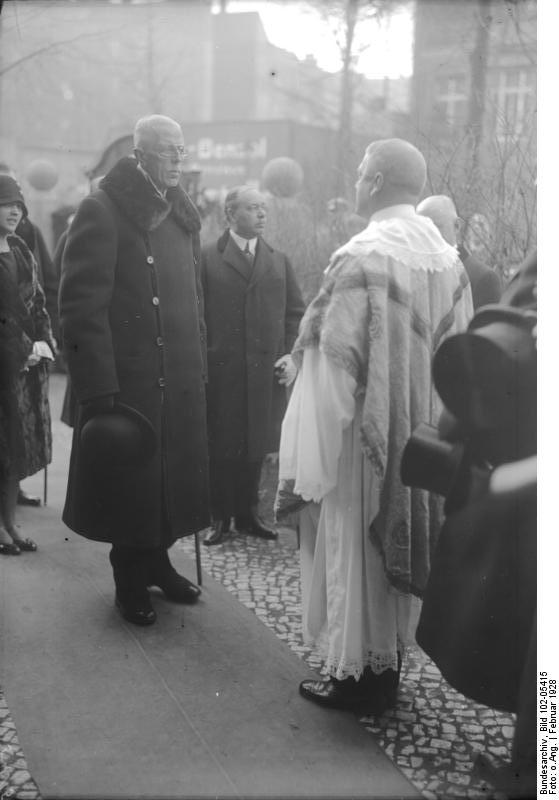
Kung Gustaf V av Sverige tas emot av pastor Fredrik Sebardt vid besök i februari 1928
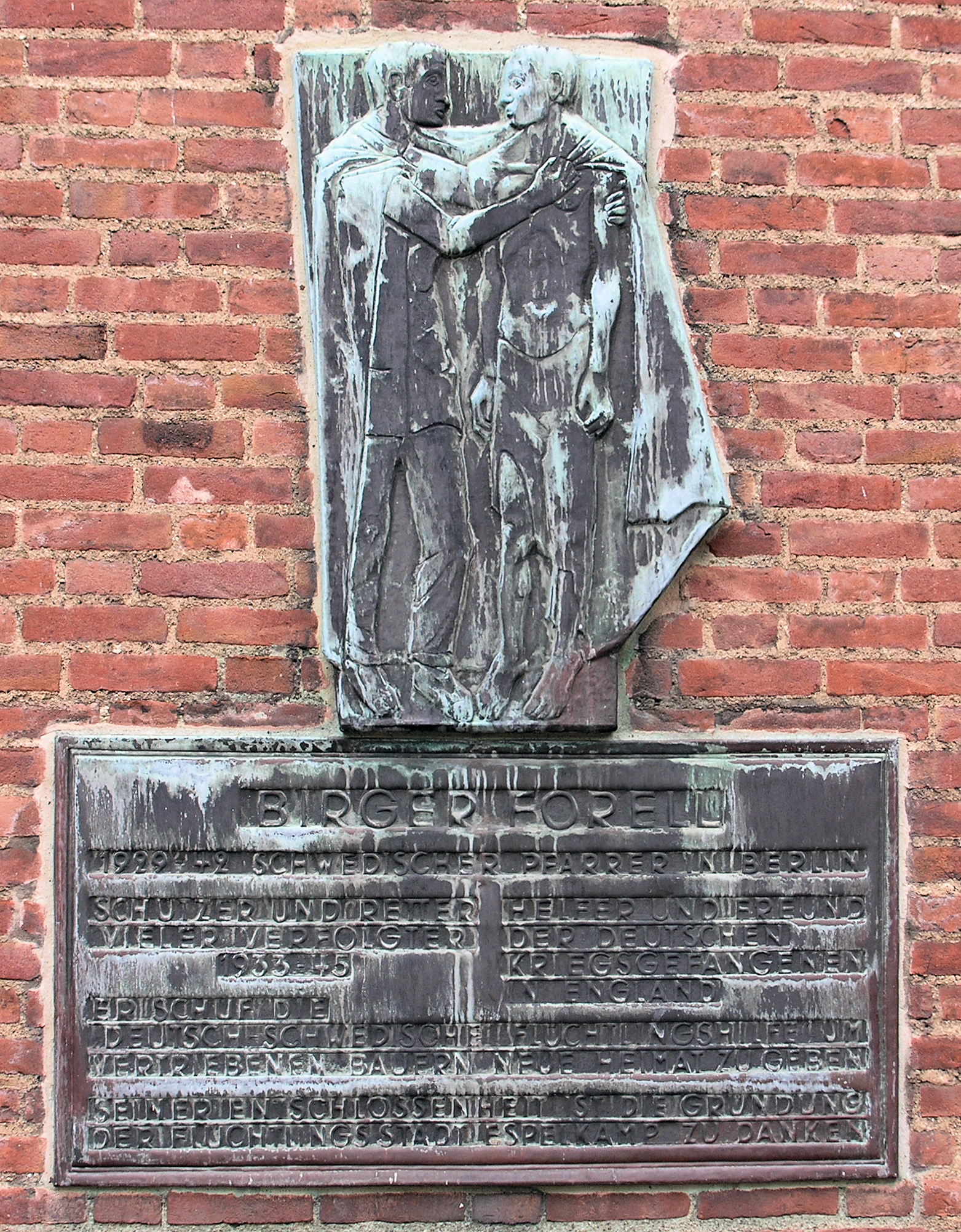
Minnestavla över Birger Forell på väggen till skolbyggnaden
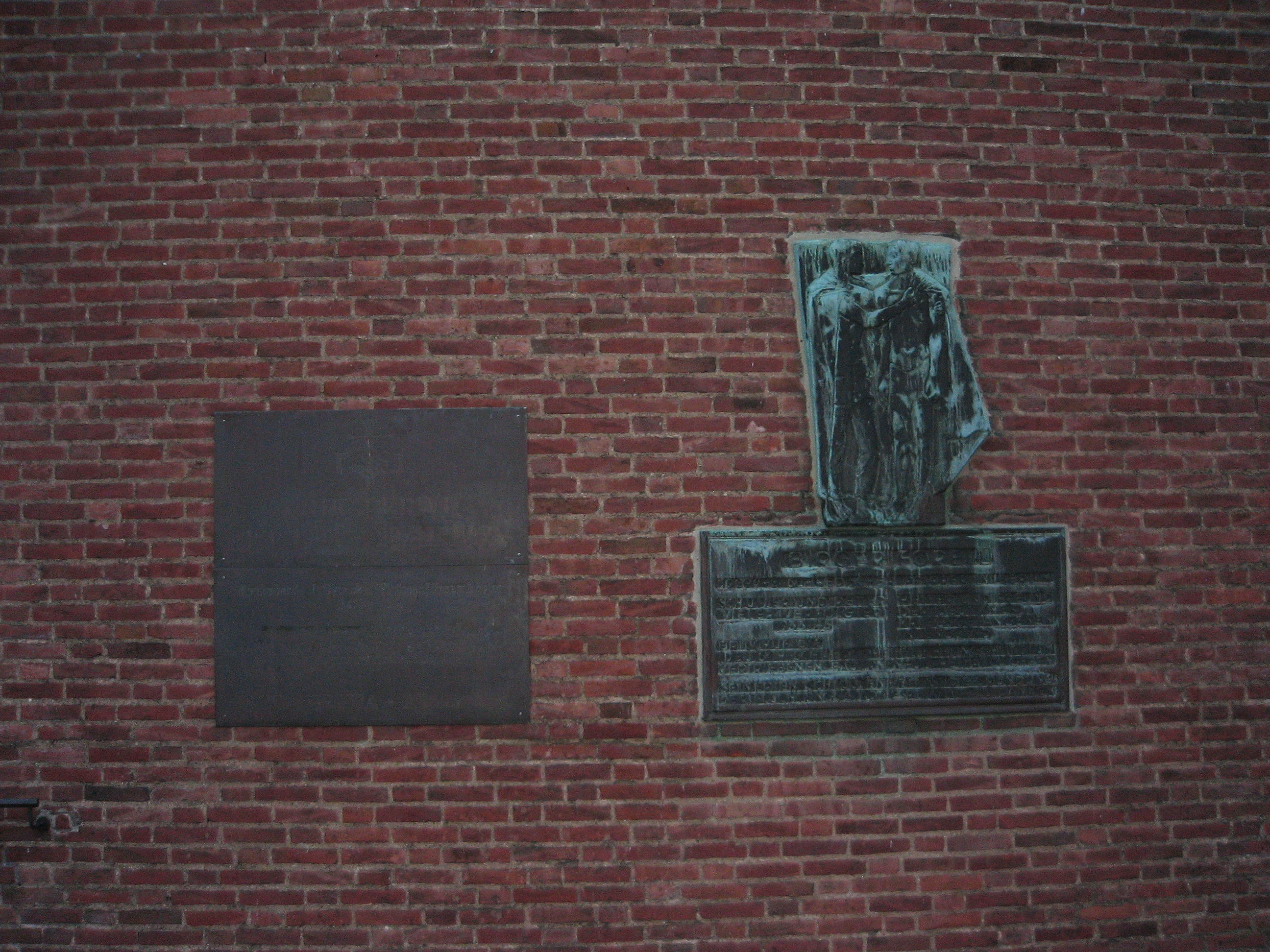
Minnesplaketter över Erik Perwe och Birger Forell
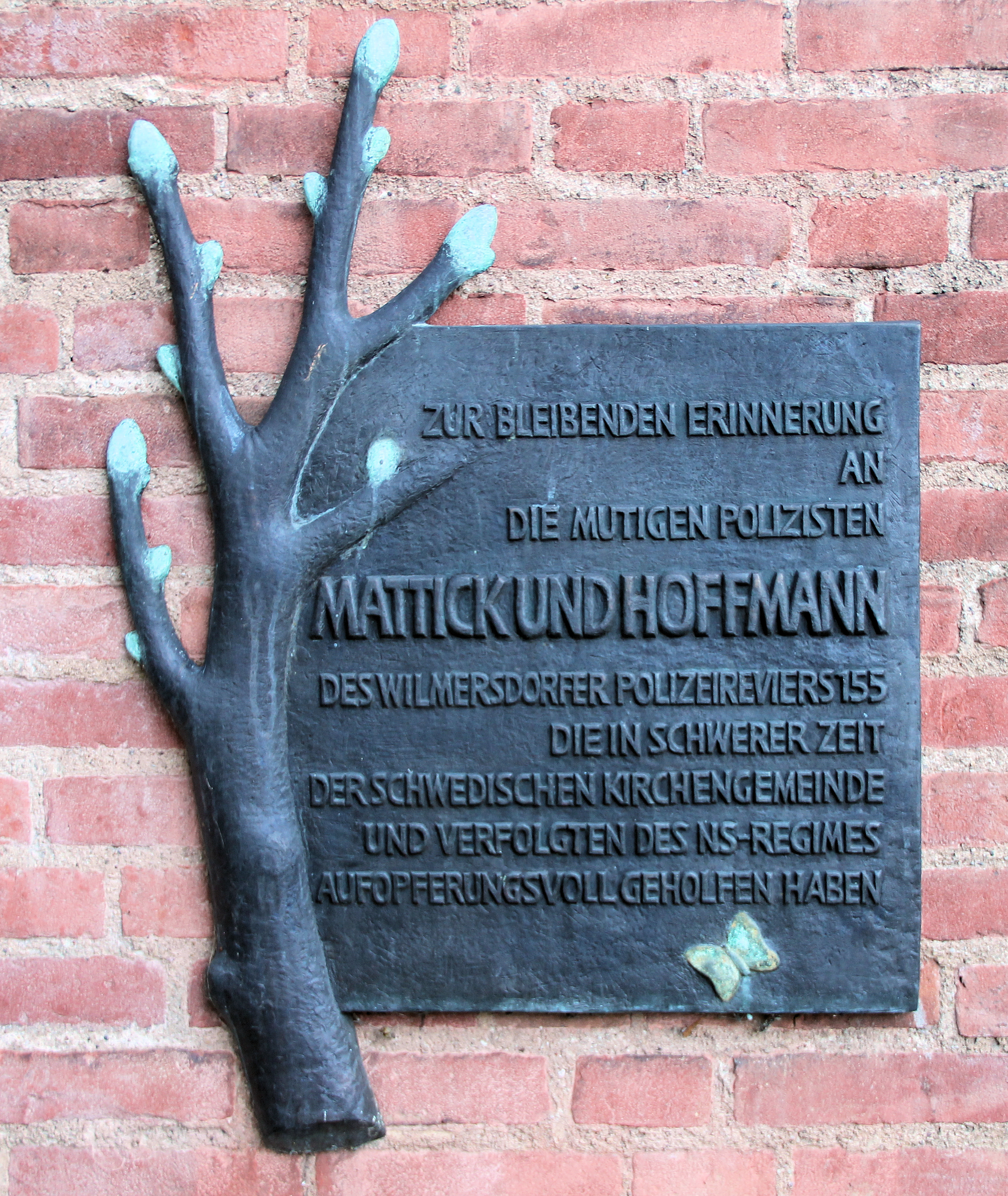
Minnestavla över polismännen i Mattick och Hoffman från den lokala polisstationen i stadsdelen Wilmersdorf, utformad av Annie Winblad Jakubowski
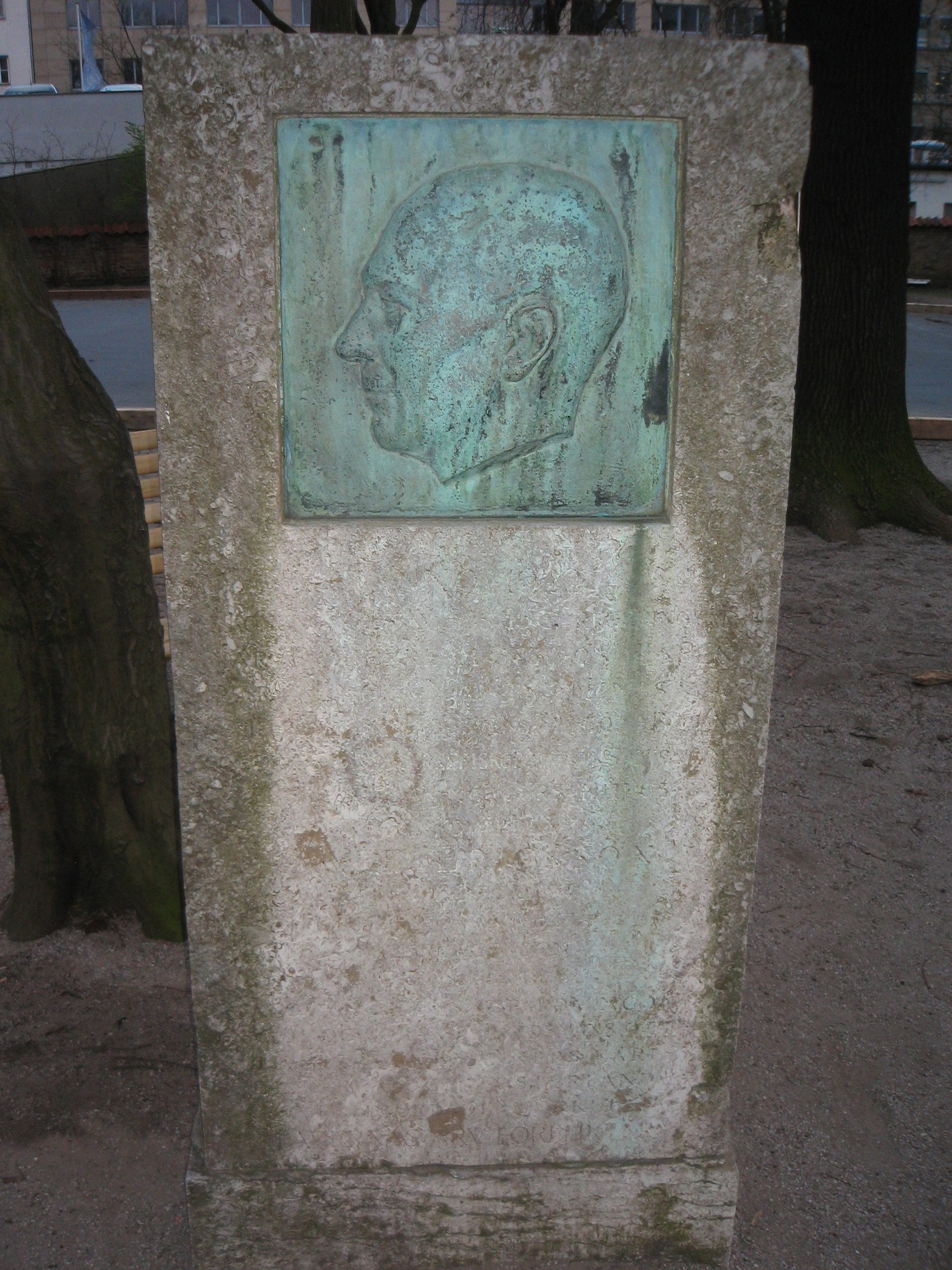
Minnessten från invigningen 1922